# Helbigsdorf-Blankenstein
Helbigsdorf-Blankenstein war von 1994 bis 1996 der Name einer eigenständigen Gemeinde in Sachsen.
Die Gemeinde entstand am 1. Januar 1974 durch die Eingemeindung von Blankenstein nach Helbigsdorf und hieß zuerst nur Helbigsdorf. Am 29. Mai 1991 wurde der Name der Gemeinde amtlich in Helbigsdorf-Blankenstein geändert. Mit der Eingemeindung dieses Ortes nach Wilsdruff am 1. Januar 1996 wurde Helbigsdorf-Blankenstein wieder in die zwei Ortsteile aufgeteilt.